# Eotetranychus indicus
Eotetranychus indicus är en spindeldjursart som beskrevs av Gupta 1990. Eotetranychus indicus ingår i släktet Eotetranychus och familjen Tetranychidae. Inga underarter finns listade i Catalogue of Life.